# Hodice
Hodice är en ort i Tjeckien.   Den ligger i regionen Vysočina, i den centrala delen av landet, 120 km sydost om huvudstaden Prag. Hodice ligger 557 meter över havet och antalet invånare är 768.
Terrängen runt Hodice är huvudsakligen platt, men västerut är den kuperad. Hodice ligger nere i en dal som går i nord-sydlig riktning. Runt Hodice är det ganska glesbefolkat, med 32 invånare per kvadratkilometer. Närmaste större samhälle är Jihlava, 16,1 km nordost om Hodice. I omgivningarna runt Hodice växer i huvudsak barrskog.